# Konstantinos Paspatis
Konstantinos Paspatis (griechisch Κωνσταντίνος Πασπάτης, * 5. Juni 1878 in Liverpool, Merseyside, England; † 14. März 1903 in Athen, Attika, Griechenland) war ein griechischer Tennisspieler und Teilnehmer an den ersten Olympischen Spielen der Neuzeit 1896 in Athen.
Der in Großbritannien geborene Paspatis konnte bei den Olympischen Spielen 1896 in Athen seine ersten beiden Matches gewinnen, ehe er im Halbfinale dem späteren Olympiasieger John Pius Boland unterlag, wodurch er die Bronzemedaille gewann. Im Doppel hingegen schied er mit Evangelos Rallis in der ersten Runde aus.
Konstantinos Paspatis war der Schwager der Tennisspielerin und Medaillengewinnerin von 1906, Effrosini Paspati. Sein Cousin Dimitrios Petrokokkinos spielte ebenfalls 1896 bei den Spielen Tennis. Die Familie Paspatis war eine reiche Kaufmannsfamilie von der Insel Chios, die sich in Liverpool niederließ. Konstantinos Paspatis selbst war Merchant Banker und lebte in einer Mansion am Sefton Park, Liverpool.